# Valve Index
Valve Index és un sistema de realitat virtual dissenyat per Valve Corporation, empresa responsable de la plataforma de distribució de videojocs Steam. El sistema va ser anunciat oficialment a finals d'abril de 2019, i va sortir a la venda el juny del mateix any a un preu inicial de 999 dòlars.

## Història
Abans de començar el desenvolupament de Valve Index, l'empresa ja havia estat involucrada en el món de la realitat virtual, patentant tecnologia per al visor HTC Vive i amb la creació de la plataforma per a videojocs immersius SteamVR.
Valve Corporation va començar a treballar en un sistema propi l'any 2015, i les primeres imatges de prototips es van filtrar a internet a finals del 2018. Després de mesos d'especulació, la companyia va publicar un avanç del producte el març de 2019. A finals d'abril es van revelar el preu i les especificacions tècniques del sistema, i a principis de maig es va obrir el període de reserves per a un llançament oficial el 28 de juny.

## Especificacions tècniques

### Visor
Les ulleres de realitat virtual de Valve Index compten amb dues pantalles LCD, una per cada ull amb, una resolució de 1440x1600 píxels cadascuna, que permeten un angle de visió de 130º amb una densitat de 11,07 píxels per grau. El visor es pot configurar amb una freqüència d'actualització de fins a 144 Hz, amb una persistència d'il·luminació de 0,33 mil·lisegons.
El sistema d'àudio del casc ve donat per dos auriculars supra-aurals oberts, que emulen la sensació de so procedent de l'exterior per proporcionar una immersió més natural. Alternativament, les ulleres també compten amb un port de sortida de 3,5 mm per connectar auriculars externs.
Els sensors fan servir el sistema de segona generació de SteamVR per detectar el moviment de l'usuari. A més, el visor té dues càmeres de 960x960 píxels, dos micròfons i una entrada per a accessoris mitjançant un connector USB-A 3.0.

Els sis graus de llibertat a l'espai: tres dimensions i tres rotacions. Els textos estan ubicats en la direcció positiva segons la regla de la mà dreta.

### Controladors
Un dels aspectes més innovadors del sistema són els seus comandaments a distància, popularment coneguts com a Knuckles (“punys”). A més de detectar moviment en sis graus de llibertat (6DoF), és a dir, tant els canvis d'orientació sobre un eix tridimensional com desplaçaments dins l'espai, contenen un gran nombre de sensors que fan un seguiment del moviment de cadascun dels dits de l'usuari, cosa que permet assolir una interacció més genuïna amb el contingut del videojoc.

### Estacions base
El seguiment del moviment dins l'espai ve donat per dues estacions base que emeten làsers infrarojos per rastrejar el visor i els controladors amb precisió micromètrica. L'equip es pot ampliar amb un màxim de quatre estacions base, que cobreixen una superfície de fins a 10 metres quadrats.

### Requisits tècnics
El sistema de Valve Index ha d'estar connectat a un ordinador amb sistema operatiu Windows o Linux que tingui instal·lada l'aplicació Steam i els controladors de SteamVR per poder funcionar. Es recomana que aquest tingui com a mínim un processador de dos nuclis amb 8GB de RAM i una targeta gràfica dedicada NVIDIA GeForce GTX 970 o AMD RX480, però per a un funcionament òptim és adient un processador de quatre o més nuclis i una gràfica del model NVIDIA GeForce GTX 1070 o millor, a més dels ports necessaris per connectar els cables al visor.
Fins a maig de 2020, la plataforma també era compatible amb usuaris de MacOS.